# Citroën Jumper
De Citroën Jumper is een grote bestelwagen of camionette van automerk Citroën die geproduceerd wordt door Sevel Sud vanaf 1994. De wagen is vergelijkbaar met de Peugeot Boxer en de Fiat Ducato. In Engeland wordt deze verkocht onder de naam Citroën Relay.
In 2006 verscheen de nieuwe Jumper. Deze is ook weer ontwikkeld in een samenwerking tussen PSA (Citroën Jumper en Peugeot Boxer) en Fiat (Ducato). De Citroën Jumper wordt gebouwd door Sevel (Società Europea Veicoli Leggeri, een joint venture tussen Fiat, Peugeot en Citroën), in Val di Sangro, Atessa, Italië.
Er kan gekozen worden uit drie dieselmotoren: de 2.2 HDi 100 (74 kW/100 pk), de 2.2 HDi 120 (88 kW/120 pk) en de 3.0 HDi 160 (115 kW/157 pk). Alle drie motoren zijn gekoppeld aan handgeschakelde versnellingsbakken. De HDi 120 en de HDi 160 hebben 6 versnellingen.

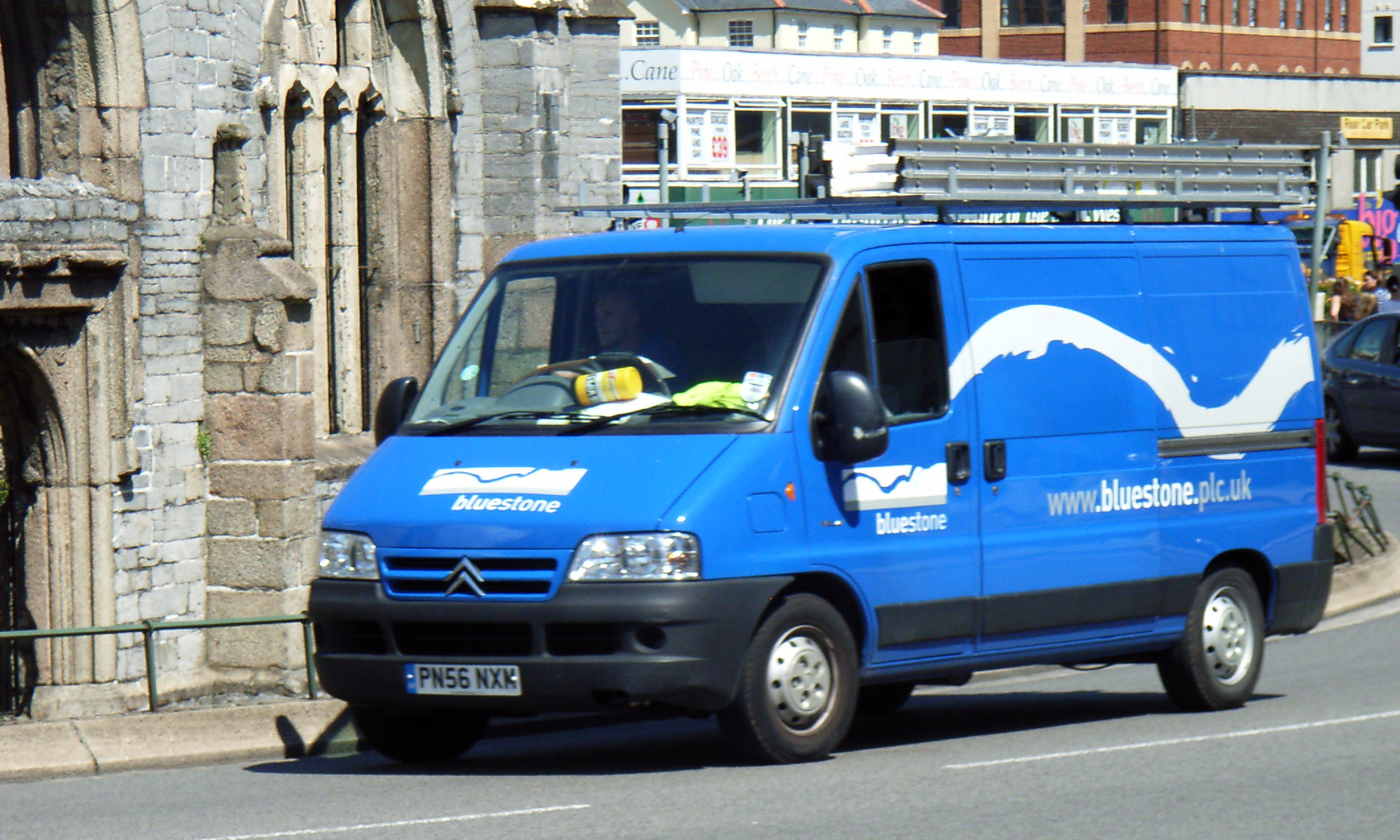
Model 2003 tot 2006